# R104 (Ommen)
De Recreatieve weg 104 (R104) in de gemeente Ommen (provincie Overijssel) loopt van Nieuwebrug naar  Lemelerveld. Vanaf de N347 tot Lemele heet deze Lemelerweg. Van Lemele tot het Overijssels kanaal is het de Korteveldsweg. Langs het kanaal heet de R104 Statumweg en in de bebouwde kom van Lemelerveld loopt de R104 via Kerkstraat, Dorpsstraat, Schoolstraat en Stationsstraat naar de oprit van de N348. De weg is 10,6 km lang.
Nieuwvliet: R101 · R102 · R103 · R104 · R105

Ommen: R101 · R102 · R103 · R104 · R105

Schouwen: R101 · R102 · R103 · R104 · R105 · R106 · R107 · R108 · R109 · R110 · R111 · R112

Spaarnwoude: R101 · R102 · R103 · R104 · R105 · R106

Voorthuizen: R101

IJmuiden: R101 · R102 · R103